# Jennifer Welles
Pour les articles homonymes, voir Welles.
Jennifer Welles, née le 15 mars 1937 au New Jersey et morte le 26 juin 2018 en Arizona, est une actrice pornographique américaine softcore et hardcore active durant les années 1970 et 1980.

## Biographie
Utilisant le pseudonyme de Liza Duran, elle a joué dans les films Sex by Advertisement (1967), Career Bed, Submission, et This Sporting House réalisé par Henri Pachard (1969).
Elle a par ailleurs joué dans Inside Jennifer Welles (1977), ou encore dans The Groove Tube.
Jennifer Welles a été récompensée d'un Erotica Award en tant que Meilleure Actrice en 1977 pour le film Little Orphan Sammy.

## Filmographie

### Cinéma
- 1968 : Love After Death : Une brune lesbienne
- 1969 : Career Bed : Susan
- 1969 : This Sporting House : Ezmerelda
- 1969 : Submission : Vickie
- 1970 : The Good, the Bad and the Beautiful : Elizabet
- 1970 : Scorpio'70 : Layne
- 1971 : A Weekend with Strangers : Dilys
- 1971 : Is There Sex After Death? : L'assistante de Merkin
- 1973 : The Female Response : Andrea
- 1973 : Les Pulpeuses (Sugar Cookies) : La secretaire de Max
- 1973 : The Sexualist: A Voyage to the World of Forbidden Love : Monica
- 1973 : Virgin and the Lover : Lynn
- 1974 : Faites-le avec les doigts (The Groove Tube) : La fille géritaine
- 1974 : Mrs. Barrington : Susan
- 1975 : Abigail Lesley Is Back In Town : Drucilla
- 1976 : Honey Pie : Cynthia Bolling
- 1976 : Expose Me, Lovely : Shelly Knight
- 1976 : Temptations : Rochelle Hugh
- 1976 : Superstars : Jennifer Fox
- 1976 : Misty : Elaine
- 1976 : Blonde Velvet : Eva Kovack
- 1977 : Little Orphan Sammy : Hata Mari
- 1979 : Little Blue Box : Jen/Mme Azure